# 埃波梅尼勒
埃波梅尼勒（法語：Épaumesnil，法語發音：[epomɛnil]）是法国上法蘭西大區索姆省的一个市镇，属于阿布维尔区。

## 地理
埃波梅尼勒（49°54'43"N, 1°51'10"E）面积4.74 平方千米，位于法国上法蘭西大區索姆省，该省份为法国北部沿海省份，北起加来海峡省和北部省，西接滨海塞纳省和大西洋英吉利海峡，南至瓦兹省，东临埃纳省。
与埃波梅尼勒接壤的市镇（或旧市镇、城区）包括：厄库尔-克罗夸松、阿韦讷绍苏瓦、埃特雷瑞斯特、弗雷特屈斯、圣莫尔维、韦尔日。
埃波梅尼勒的时区为UTC+01:00、UTC+02:00（夏令时）。

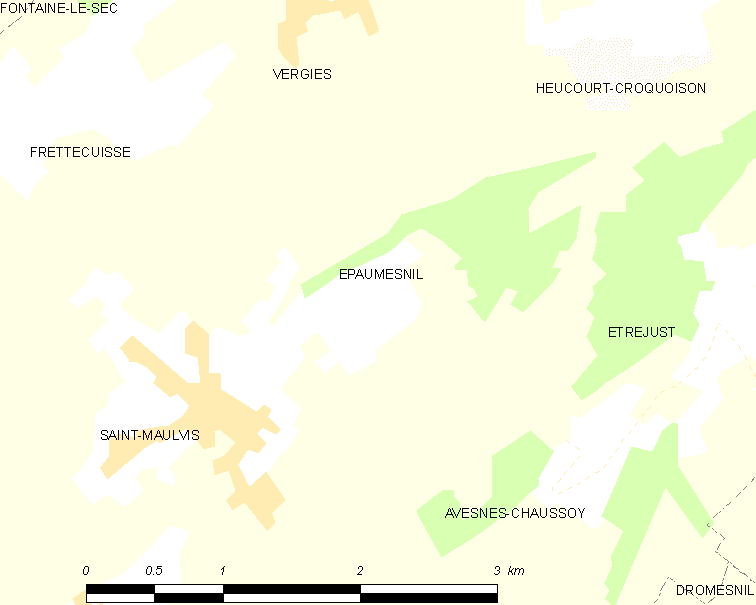
埃波梅尼勒的OSM定位图

## 行政
埃波梅尼勒的邮政编码为80140，INSEE市镇编码为80269。

## 政治
埃波梅尼勒所属的省级选区为皮卡第地区普瓦县。

## 人口

1962-2008年间埃波梅尼勒人口变化图示

埃波梅尼勒于2022年1月1日时的人口数量为107人。